# Малайски архипелаг
Малайският архипелаг (Индонезийски архипелаг, Индонезийски острови) е най-голямата на Земята група острови, разположени между континентите Азия на северозапад и Австралия на югоизток, Тихия океан на север и североизток и Индийския океан на запад и югозапад. Те включват около 25 000 острова разположени на площ от 2 млн. km² и обединени в 4 островни групи: Големи Зондски острови (Калимантан, Суматра, Сулавеси, Мадура); Малки Зондски острови (Тимор, Бали, Ломбок, Сумбава, Сумба, Флорес и др.); Молукски острови (Халмахера, Серам, Буру и др.) и Филипински острови (Лусон, Минданао, Палаван и др.). освен 4-те големи групи острови Малайския архипелаг включва и стотици по-малки групи острови. Населението на архипелага възлиза на близо 380 млн. души, живеещи на територията на 5 държави: Индонезия, Филипини, Малайзия, Бруней и Източен Тимор.

## География

### Релеф, геоложки строеж, полезни изкопаеми
Малайският архипелаг е зает предимно от средновисоки и ниски планини. . Има също обширни хълмисти равнини и низини, като най-големи и заблатени са на островите Калимантан и Суматра и са изградени от алувиални и морски наслаги. Целият архипелаг се отнася към областта на къснокайнозойската и съвременната геосинклинална област. Широко разпространение имат неогеновите геосинклинални пластове, пронизани от гранитни интрузии. На островите има интензивен вулканизъм, като има повече от 300 вулкана, от които над 100 са действащи (най-известен е вулкана Кракатау). Тук се намират най-големите в света находища на калай, значителни залежи на нефт, железни, никелови, волфрамови, манганови руди и боксити.

### Климат, води
Централните части на Малайския архипелаг са разположени в екваториалния климатичен пояс, а северните и южните му периферии – в субекваториалните пояси на Северното и Южното полукълбо. Температурата на въздуха през цялата година се изменя незначително (в равнините 23 – 26°С, в планините 15 – 17°С), а в масива Кинабалу се задържа постоянна снежна покривка. Годишната сума на валежите в равнините е 1000 – 2000 mm, а в планините на места над 5000 mm. В екваториалния пояс валежите са равномерно разпределени през годината, а в субтропичните пояси са с мусонна циркулация – предимно през лятото (в Северното полукълбо от май до октомври, в Южното – от ноември до април).
Речната мрежа на островите е гъста, реките са пълноводни, но къси. Изключение правят само най-големите реки Барито, Капуас (на остров Калимантан), Муси, Индрагири (на остров Суматра), които частично се използват и за корабоплаване. Горните течения на реките са с планински характер, с бързеи, прагове и водопади и са с големи хидроенергийни запаси, а в равнинните части водите им се използват за напояване.

### Почви, растителност, животински свят
В районите с достатъчно или излишно овлажняване преобладават червеноземните и латеритните почви, в районите с недостатъчно овлажняване през отделните годишни сезони – кафяви и планинско-ливадни почви, а в речните долини – алувиално-ливадни и ливадно-блатни почви. Флората на архипелага се отнася към числото на най-богатите на земното кълбо. Само на остров Ява са известни над 6000 вида, а на остров Калимантан – над 11 000, като огромна част от тях са ендемити. Ендемичните родове са над 500, а видовете не по-малко от 30 – 35%. В разпределението на растителната покривка се проявява и височинна зоналност. В равнините и по склоновете на планините на височина до 1200 – 1300 m са разположени влажни тропични вечнозелени гори, характеризиращи се с огромно видово разнообразие: палми (над 300 вида), пандануси, бамбук, расамали, фикуси, диви банани и др. Нагоре следват вечнозелени гори с представители на субтропичната флора. Височините между 2000 и 4000 m са заети от преовлажнени планински гори с обилие от мъхове, преминаващи постепенно нагоре към пояси от храсти и планински ливади. В субекваториалните пояси доминират листопадните мусонни гори и савани. В делтите и покрай морските крайбрежие са развити мангрови гори. Големи участъци от равнини са земеделски усвоени и се отглежда предимно ориз и множество други тропически култури.
Територията на Малайския архипелаг се отнася към Малайската подобласт на Индо-Малайската зоогеографска област и към Папуаската подобласт на Австралийската област. Характерни представители на фауната са: човекообразни и кучеобразни маймуни, слонове, носорог, малайска мечка, малайски червен вълк, прилепи и много други.